# Operação Dilúvio Moral
A Operação Dilúvio Moral é uma operação que tem por objetivo combater esquemas de fraudes, golpes e demais práticas criminosas virtuais que tem se utilizado das enchentes no Rio Grande do Sul para obtenção de vantagens em benefício próprio.

## Casos

### Simulação de contas Gov
Em 15 de maio de 2024, a Polícia Civil do Rio Grande do Sul, por meio da força-tarefa Cyber, com apoio da Polícia Civil de São Paulo, por meio do Grupo de Responsabilidade Tática (GRT) do Departamento de Polícia Judiciária da Macro São Paulo (Demacro), e que encontrou em Santo André, no ABC Paulista, um homem e uma mulher que possuiam cinco contas bancárias que simulava contas oficiais do governo gaúcho para receber doações que seriam destinadas aos atingidos pelas enchentes no estado.
Na tarde de 17 de maio de 2024, a Polícia Civil de São Paulo prendeu, na cidade de Santo André, no ABC Paulista, um homem de 45 anos, suspeito de simular contas do Governo gaúcho para receber doações. Ele faz parte de um grupo formado por dois homens, uma mulher e um menor de idade, e que criou contas falsas do Estado do Rio Grande do Sul em redes sociais. Por meio dos perfis falsos, os criminosos iniciaram campanhas para recebimento de doações, divulgando chaves pix de pessoas físicas para o recebimento dos valores. Os criminosos possuem antecedentes criminais em crimes como roubo, porte ilegal de arma de fogo, furto e tráfico de entorpecentes.

### Redes sociais
Em 5 de maio de 2024, o Grupo de Atuação Especial de Combate ao Crime Organizado (GAECO) do Ministério Público do Rio Grande do Sul (MPRS), por meio da promotora de Justiça Maristela Schneider, ajuizou uma ação cautelar para que duas empresas de mídia social impeçam ou removam perfis fakes que pedem dinheiro para atingidos por enchentes no Estado gaúcho.